# La Parfaite Caroline
Caroline Beaudoin, conosciuta col nome d'arte di La Parfaite Caroline o anche semplicemente Caroline (Saguenay, 15 ottobre 1983), è una wrestler canadese che attualmente lavora soprattutto per la NCW Femmes Fatales e che in passato ha anche lottato per federazioni come la ALF e la JCW.

## Carriera
La Parfaite Caroline ha debuttato nel Pro Wrestling nel marzo del 2002. Da allora ha lavorato per federazioni come la JCW Wrestling, dov'è stata Commissioner, JCW Provincial Champion e JCW Tag Team Champion con Stalker, ALF, dove ha vinto il titolo più importante della federazione e la NCW Femmes Fatales, dove attualmente lavora

### nCw Femmes Fatales
Originariamente La Parfaite Caroline avrebbe dovuto fare il suo debutto per la promotion Canadese il 6 febbraio 2010, nel Volume 2 dove avrebbe fatto coppia con Roxie Cotton contro Mary Lee Rose e Karen Brooks, ma a causa di una situazione familiare irrisolta ha dovuto ritardare il suo debutto. Il suo debutto è stato allora fissato per il 23 ottobre 2010 dove La Parfaite Caroline ha lottato e sconfitto Sweet Cherrie in un Singles Match. Il 12 marzo 2011 La Parfaite Caroline ha ottenuto la sua seconda vittoria sconfiggendo Karen Brooks con il suo Perfect Fameasser Grazie alla sua winning streak il 23 aprile 2011, ad uno show della JCW, La Parfaite Caroline ha avuto la sua prima Title Shot all'nCw Femmes Fatales Championship contro LuFisto ma è stata sconfitta dopo un Mangalizer dell'avversaria. Nonostante tutto La Parfaite Caroline ha chiesto un rematch a LuFisto che ha accettato a condizione che fosse tenuto il 4 giugno 2011, nel Volume 4 della nCw Femmes Fatales. Il 4 giugno 2011 La Parfaite Caroline ha attaccato Sweet Cherrie durante il suo match con Anna Minoushka effettuando poi un promo contro la sua rivale LuFisto. Più tardi quella sera Caroline è stata sconfitta da LuFisto per la seconda volta nonostante le interferenze di Mademoiselle Rachelle e Anna Minoushka.

## Nel wrestling
- Finishing moves
  - The Perfect Fameasser[2] (Fameasser)
  - The Perfect Solution[1] (Bodyscissors Dragon Sleeper
- Signature moves
  - Chop
  - Curb Stomp
  - Double Knee Smash all'angolo
  - Guillotine Choke
  - Single Leg Facebreaker
  - Back Senton
  - Figure Four Neck Lock
  - Modified Surfboard all'angolo
  - Running Dropkick al volto nell'angolo
  - Russian Leg Sweep all'Apron
  - Spinning Wheel Kick
- Nicknames
  - "Parfaite"
- Entrance themes
  - "Break the Ice" di Britney Spears
- Titoli e riconoscimenti
  - Association de Lutte Féminine
    - ALF Championship (1 volta)

  - Jonquière Championship Wrestling
    - JCW Provincial Championship (1 volta)
    - JCW Tag Team Championship (1 volta) - con Stalker
    - JCW Commissioner